# Jakob Klaasse
Jakob Klaasse (Uitgeest, 31 oktober 1948) is een Nederlandse componist, musicus, muziekproducent en arrangeur.

## Biografie
Klaasse schreef muziek bij onder andere films, documentaires, series, commercials, animatie-films, theatervoorstellingen, station-calls. Hij was langdurig freelance verbonden aan de VPRO, voor welke omroep hij jingles en leaders componeerde. Ook voor de VARA en de RVU componeerde hij televisieleaders.
Als producer, arrangeur en pianist heeft hij samengewerkt met sommige van Nederlands’ meest succesvolle groepen en musici en was als zodanig betrokken bij honderden platen en projecten: bij de cd’s (‘Een nieuwe herfst’ en ‘Een hele tour’) en tournees van Boudewijn de Groot (ook die met het Limburgs Symfonie Orkest, waarvoor hij de arrangementen schreef), alsmede voor Henny Vrientens musical Ciske de Rat.
Vijf door hem geproduceerde en/of gearrangeerde cd’s werden bekroond met een Edison, sommige haalden gouden plaat-oplagen. Het door hem geproduceerde Avond van Boudewijn de Groot werd in 2005 als nummer 1 gekozen van de Radio2 Top 2000.
Klaasse speelde in verscheidene groepen, waarvan de meeste in Nederland en België vele seizoenen op tournee waren (toetsenist in Doe Maar in ’82–’84, 2008 en 2011, 2012), en was vele jaren muzikaal leider en arrangeur bij onder andere Boudewijn de Groot, The Magnificent 7 (met Henny Vrienten), Bram Vermeulen, Jan Rot, Theo Nijland en Fay Lovsky.
Klaasse was in 2007 muzikaal leider, toetsenist en arrangeur in de popmusical Doe Maar! die bijna 200 voorstellingen kende. Hij speelde toetsen bij de reünietournee van Doe Maar in 2008, met twee concerten in De Kuip, Rotterdam, twee in de Heineken Music Hall, het Werchter Festival te België en kleinere zalen te Deventer, Delft en 013 in Tilburg.
In 2012 schreef hij orkestarrangementen voor de Symphonica in Rosso-concerten van Doe Maar in het Gelredome Arnhem, Nederland en in België en speelde toetsen en zong tijdens die concertreeks.
Klaasse was in 2009 muzikaal leider, arrangeur en pianist van de musical De Palingvissers, met Bill van Dijk, Astrid Nijgh, Jan Rot, Marjolein Meijers en anderen. In 2010 en 2011 was Klaasse pianist bij de musical Petticoat (Stage Entertainment).
In 2018 verscheen bij Donemus, uitgever van nieuwe Nederlandse klassieke muziek, The Periodic Table, een door hem gecomponeerde cyclus van 21 werken voor symfonie-orkest, geïnspireerd door het gelijknamige boek van de Italiaanse schrijver Primo Levi, die in zijn autobiografische boek oorlogsherinneringen beschrijft aan de hand van chemische elementen van het periodiek systeem.

## Discografie/werken
Producer/arrangeur/pianist van o.a. de volgende cd’s:
Boudewijn de Groot
- Een nieuwe herfst (1996) (prod., arr., en mus.) met Avond (gouden plaat)
- Een hele tour (+ het Metropole Orkest) (1998) (prod., arr., en mus.) (gouden plaat)
- Wonderkind aan het strand (1999) (Edison)
- Onderweg (tournee met het Limburgs Symphonie Orkest) (2003) (arr.)
- Het eiland in de verte (2004) (arr. en mus.) (gouden plaat)
- Trefpunt (tournee met Limburgs Symphonie Orkest) (2006) (arr.)

Doe Maar 
- Lijf aan lijf (1984) (mus.) (gouden plaat)
- Limmen tapes (2012) (mus., arr. en prod.)
- Symphonica in Rosso 2012 (arr. en mus.) (gouden plaat)

Henny Vrienten
- Geen ballade (1983) (mus.)
- De Prooi (1986) (arr.)
- In de schaduw van de overwinning (1987) (arr. en mus.)
- Abeltje (1999) (arr. en mus.)
- Pietje Bell (2003)(arr. en mus.)
- Doe Maar! de musical (2007) (prod., mus., MD)
- Petticoat (2010) (mus.)
- Ciske de rat (2007) (arr.)

Theo Nijland 
- Jij (2001)
- Praag (2004)
- Masterclass (2008)
- Begin van het einde (2012)

Freek de Jonge
- De Bedevaart (1986) (mus.)

Jan Rot 
- Single (1982)
- Koning Jan (1993)
- ''Schout bij nacht'' (1995)
- Rot voor jou (1996)
- Meisjes (2000)
- Van Rot los (2000)
- Ja, ik wil ! (2001)
- Alle 13 Schubert (2003)
- Nachtlied (2005) met Bill van Dijk, Astrid Nijgh, Sandra Mirabal en Hans Zilver
- De Palingvissers (2009) met Bill van Dijk, Astrid Nijgh, Marjolein Meijers, Sandra Mirabal en Hans Zilver

An & Jan (Marjolein Meijers en Jan Rot)
- Nieuw op 1 (2006)
- An en Jan Landelijk (2006)
- An en Jan Top 100 aller tijden (2009)
- Grootste hits Deel 1 en 2 (deel 2 met Marcel de Groot) (2003/5)
- Vrolijk Kerstfeest (2007)

Geert Chatrou
- Ornithology (2007)

Frédérique Spigt
- Engel (1999)
- Droom (2000) (Edison)
- Beest (2002)
- Mans genoeg (2004)(mus.)

Fay Lovsky
- Origami (1983)

Beatrice van der Poel
- Hard en hoofd (2009)

Bram Vermeulen en de Toekomst
- Idem (1980)
- Doe het niet alleen (1981) (Edison)
- Tegen de tijd (1982)

Componist van muziek voor:
Documentaires
- Niets aan de Hand (1987)
- Geest in de polder (1994, Karin van den Born)
- Hollandia Filmfabriek (1990, Guy Molin)
- Rembrandt’s meesterlijke streken (2000)
- De Hoge Veluwe / Kröller-Müller (2001, Luc Enting)
- Out of Eden (2002)
- Beachy Head (2002, Roel van Broekhoven)

Speelfilms 
- De Brief (1980, Olga Madsen)
- Gekkenbriefje (1981, idem)
- Mevrouw Ten Kate en het Beest (1988)
- Tadzio (1991, Erwin Olaf/Frans Franciscus)
- L’equivoco della luna (1992, Angela Janigro)
- Stalen neuzen (1996, Erik van Zuylen)
- Somberman’s actie (1999, Casper Verbrugge)

Animatiefilms
- The Waterpeople (Paul Driessen) (permanente vertoning in het Holland Village, Nagasaki, Japan)
- Death and the writer (idem) (bekroond met een prijs voor de beste muziek op Animation Film Festival, Toronto, Canada)
- Uncles and aunts (idem)
- From the inkwell (Ronald Bijlsma) (bekroond met een jaarlijkse prijs voor de beste muziek bij film)
- Perpetuum mobile (Joost Roelofs)

Tv-leaders
- VPRO stationcall tv (1980-2000) (De 'kunstfluiter')
- VARA stationcall en leaders
- RVU
- Nederland 1 (tv-leader) (met Radio Philharmonisch Orkest)
- Diogenes (VPRO)
- De wereld volgens Dummer (VPRO)

Tv-commercials
- Philips Matchline
- Canon World Cup Soccer
- We fashion
- Hooghe Huys verzekeringen

Bedrijfsfilms:
- AKZO/Sikkens automotive (1985, bekroond met een jaarlijkse prijs voor de beste muziek bij film)
- DSM resins
- Albert Heijn
- Canon in Europe

Muzikaal leider en/of pianist bij o.a.
- Boudewijn de Groot (1995-2001)
- Doe Maar (1982-1984, 2008 en 2012/13)
- The Magnificent 7 (1985-1991)
- The Houseband (1974-1979)
- Pee Wee and the Specials (1979-1980)
- Bram Vermeulen (1980-1982)
- Jan Rot (1983-2009)
- Het wereldobservatorium (1985) Gezelschap Baal (Leonhard Frank, regie en Louis Andriessen, muziek)
- Relapsus (Orkater-theaterproductie van en met Wim T. Schippers) (1995)
- Doe Maar!, de musical (2007) (11 Musical-awards)
- De Palingvissers (2009-2010)
- Petticoat (2011)